# Balefock
 (mars 2024).
Si vous disposez d'ouvrages ou d'articles de référence ou si vous connaissez des sites web de qualité traitant du thème abordé ici, merci de compléter l'article en donnant les références utiles à sa vérifiabilité et en les liant à la section « Notes et références ».
 (mars 2024).
La mise en forme du texte ne suit pas les recommandations de Wikipédia : il faut le « wikifier ».
Les points d'amélioration suivants sont les cas les plus fréquents :
- Les titres sont pré-formatés par le logiciel. Ils ne sont ni en capitales, ni en gras.
- Le texte ne doit pas être écrit en capitales (les noms de famille non plus), ni en gras, ni en italique, ni en « petit »…
- Le gras n'est utilisé que pour surligner le titre de l'article dans l'introduction, une seule fois.
- L'italique est rarement utilisé : mots en langue étrangère, titres d'œuvres, noms de bateaux, etc.
- Les citations ne sont pas en italique mais en corps de texte normal. Elles sont entourées par des guillemets français : « et ».
- Les listes à puces sont à éviter, des paragraphes rédigés étant largement préférés. Les tableaux sont à réserver à la présentation de données structurées (résultats, etc.).
- Les appels de note de bas de page (petits chiffres en exposant, introduits par l'outil «  Source ») sont à placer entre la fin de phrase et le point final[comme ça].
- Les liens internes (vers d'autres articles de Wikipédia) sont à choisir avec parcimonie. Créez des liens vers des articles approfondissant le sujet. Les termes génériques sans rapport avec le sujet sont à éviter, ainsi que les répétitions de liens vers un même terme.
- Les liens externes sont à placer uniquement dans une section « Liens externes », à la fin de l'article. Ces liens sont à choisir avec parcimonie suivant les règles définies. Si un lien sert de source à l'article, son insertion dans le texte est à faire par les notes de bas de page.
- La présentation des références doit suivre les conventions bibliographiques. Il est recommandé d'utiliser les modèles {{Ouvrage}}, {{Chapitre}}, {{Article}}, {{Lien web}} et/ou {{Bibliographie}}. Le mode d'édition visuel peut mettre en forme automatiquement les références.
- Insérer une infobox (cadre d'informations à droite) n'est pas obligatoire pour parachever la mise en page.

Pour une aide détaillée, merci de consulter Aide:Wikification.
Si vous pensez que ces points ont été résolus, vous pouvez retirer ce bandeau et améliorer la mise en forme d'un autre article.
Balefock est un village situé plus au sud de l'arrondissement de Penka-Michel, département de la Menoua dans la région de l'Ouest du Cameroun. Ses habitants sont donc des Bamilékés parlant la langue yemba. Les coordonnées géographiques incluent la latitude 5.38858° ou 5°23'19 nord et la longitude 10.13343° ou 10°8'0 est.

## Géographie

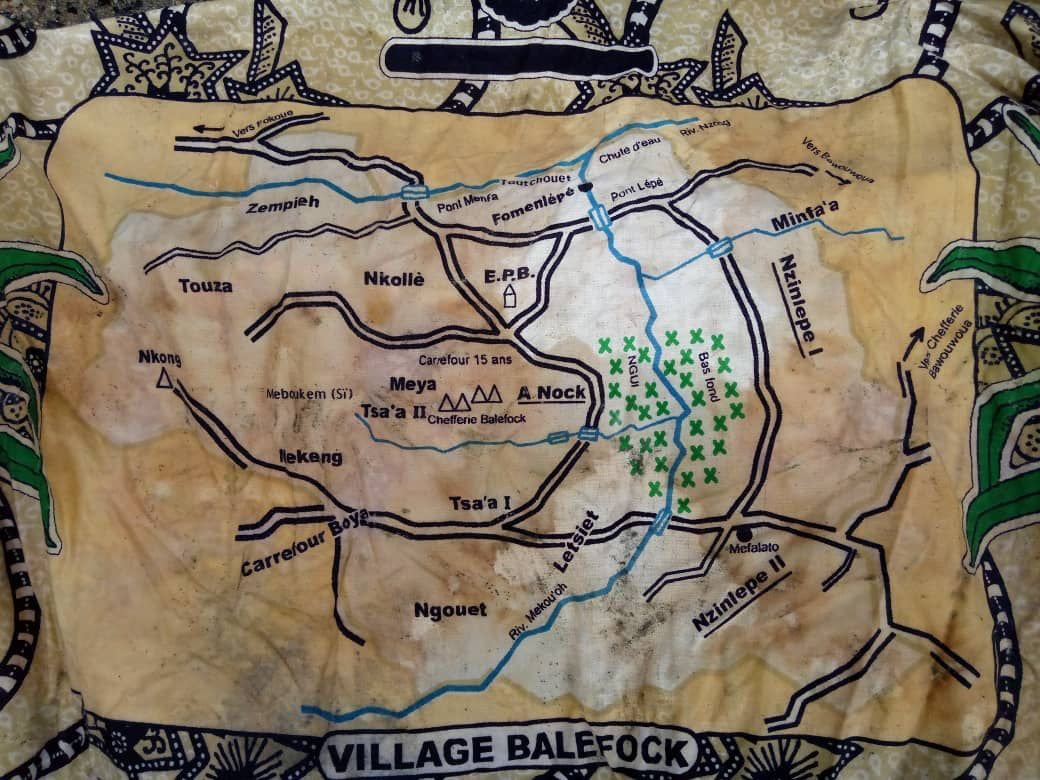

Balefock est traversé par deux principales rivières: la rivière Nkong qui alimente les bas-fonds situés à 15 km de Dschang sur la route de Fokoué. Fomopéa et la rivière Mekou'oh. Les bas-fonds (Ngui) de la chefferie Balefock sont très propices à l'agriculture même en saison sèche.
Balefock est composé des quartiers suivants: Fialah (siège de la chefferie), Letsiet, Mekeng, Meya, Ngouet, Nkollé, Nkong, Nock, Nzinlepe 1, Nzinlepe 2, Touotchouet, Tsa'ah 1, Tsa'ah 2 et Zempieh.
Balefock est situé entre trois arrondissements: Fokoué, Penka-Michel et Nkong-Ni. Il est limité au nord par Baghonto, Batsingla, Baletet, Bawouwoua, et Fokamezo dans le groupement Bafou ; au sud par Toula Fomelo dans le groupement Bamendou, à l'est par Bamendou et à l'ouest par les groupements Fotomena et Bamegwou dans l'arrondissement de Fokoué. 

## Population
Il n'y a pas encore eu de recensement spécifique pour donner le nombre de la population Balefock. On estime que la grande partie de la population réside hors du village, donc éparpillée au Cameroun (Santchou, Loum, Mbanga, Douala, Yaoundé, Garoua etc.), en Afrique (Gabon, Guinée-Équatoriale etc.), en Amérique (Etats-Unis et Canada) et en Europe (Allemagne, Belgique, France etc.).

## Histoire

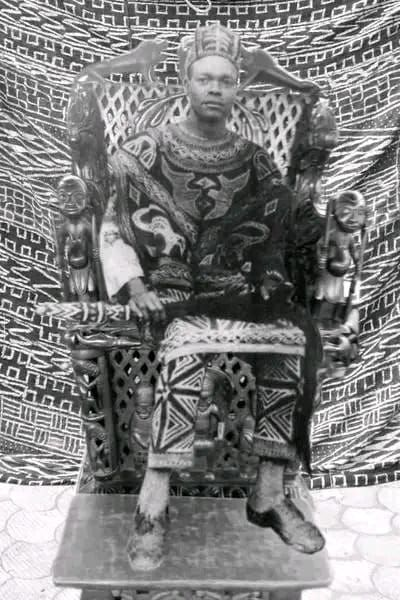
Fo'o NDAZE André

Les origines de Balefock remontent à l'actuel département du Koung-Khi, plus précisément dans la chefferie Bandrefam. Son fondateur, Fo'o KEMFENG, était un prince chasseur en quête de gibier. Il quitta Bandrefam de nuit avec ses amis Kemvouh et Fo'o GANTSOP. Il se retrouva le lendemain matin dans une clairière qui deviendra le site de sa chefferie, l'une des plus anciennes de l'ensemble humain. Le nom Balefock vient de cette circonstance de leur installation. Il se serait exclamé "Afock" pour dire que le "jour s'est levé". D'alliance et conquête, le chef Fo'o Kemfeng et ses successeurs ont étendu le territoire Balefock.

## Chefferie et dynastie des rois Balefock
La chefferie du village Balefock est une chefferie de 3e degré dans le groupement Bamendou selon le Ministère Camerounais de l'Aménagement du Territoire. Du chef fondateur de Balefock au chef intronisé le 21 avril 2018 par un rituel purement traditionnel, on compte une dynastie de 12 rois:
1. Fo'o Kemfeng fondateur de la chefferie au début du 17e siècle
2. Fo'o Kemwang
3. Fo'o Guemedjeu
4. Fo'o Mejiokeng
5. Fo'o Sa'a Ndongmejiokeng
6. Fo'o Donguimdong
7. Fo'o Ndong Fongo'oh
8. Fo'o Dongmo I
9. Fo'o Ngougni (vers 1930)
10. Fo'o Ndaze André (1930-1990)
11. Fo'o Fojiop Pierre (1990-2010)

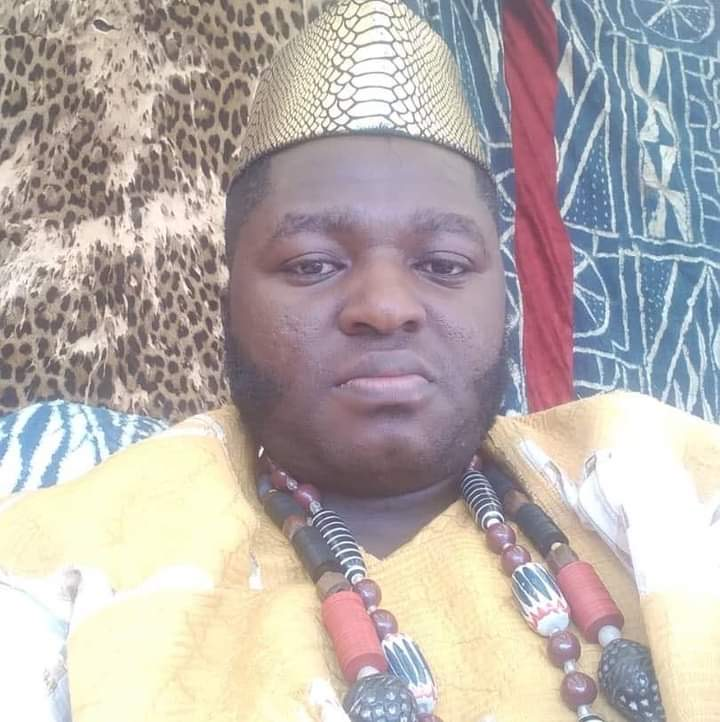
Roi actuel de Balefock

12. Roi actuel de BalefockFo'o Dongmo II Fojiop Valdo Alex (depuis 2018)

## Organisation traditionnelle
L'organisation traditionnelle du village Balefock obéit à la logique organisationnelle des villages Bamilékés dont il fait partie. La chefferie est constituée d'un noyau central dirigé par le roi. Celui-ci est assisté par son adjoint (Nkuetsit) et de la Maffo. De manière générale, l'administration de la chefferie Balefock s'étend jusqu'au conseil des notables. On en distingue 2 types: le conseil des 9 (Nkam Eveuh) et le conseil des 7 (Nkam Sabieh) tous siégeant dans les différentes sociétés secrètes telles que Aka'ah Méta, Aka'ah Mbouolo, Aka'ah Fa'a, Nzèeh etc. 

## Éducation et santé
Le village Balefock comporte quelques établissements scolaires du primaire et du secondaire. On y compte:
- Une école publique de l'enseignement primaire créée en 1991
- Un collège d'Enseignement Secondaire appelé CES de Bamendou-Balefock créé en 2009
- Un centre d'État civil et un poste agricole.

## Économie
L’économie  locale est essentiellement basée sur
- L’agriculture qui occupe  80% des paysans
- L’élevage
- Le commerce
- L’exploitation minière, telle que sable de rivière

## Sites touristiques
Le village balefock offre quelques sites touristiques à l'instar du Mont Nkong,  les chutes d'eaux de Lefock Teufeu à Tinlawouwoua avec une hauteur de près de 22m, les lieux sacrés divins, la forêt sacrée de la chefferie qui regorge plusieurs types d'espèce comme les singes, les reptiles etc.

## Développement du Balefock
Suivant l'adage Bamiléké selon lequel "une seule main ne saurait attacher un paquet", la population Balefock répond présent, 'comme un seul homme', à tout appel en vue du développement du village. D'ailleurs, elle s'est organisée en une Association à but non lucratif dénommée ADEBAL (Association pour le Développement du village Balefock).

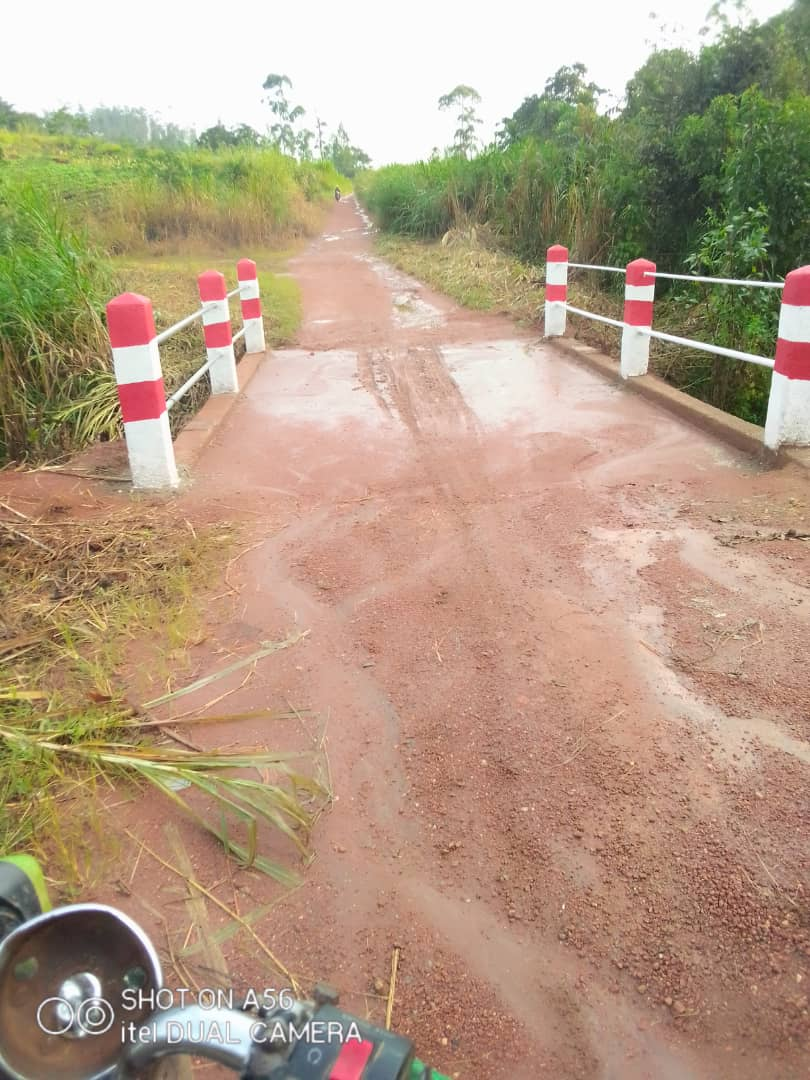

Chaque année, ses membres et sympathisants du Cameroun et de la diaspora contribuent financièrement en vue de doter le village en infrastructures énergétiques (eau, électricité), éducatives (écoles, bibliothèque, salle informatique), routières (construction des routes et des ponts), sanitaires etc. Le manque de ces infrastructures est alarmant. En dehors de la dotation en infrastructure, ADEBAL mène des campagnes de sensibilisation.